# 近畿総合指令所
近畿総合指令所（きんきそうごうしれいじょ）は、大阪府大阪市にある西日本旅客鉄道（JR西日本）の近畿統括本部が管轄し、在来線を管理する運転指令所である。なお、保安上の理由により、所在地は非公表。

## 概要
近畿エリアの管轄線区の運行管理を行う大阪指令と、各支社指令やJR他社指令との窓口である本社指令から組織されている。運行密度の高い線区では日立製作所製の運行管理システム (JR西日本)を導入している。他の線区では信号メーカー製のPRCやSRCを導入している。

## 管理線区

### 大阪指令所
- 大阪環状線：全線
- 桜島線（JRゆめ咲線）：全線
- 東海道本線（琵琶湖線・JR京都線・JR神戸線）：米原駅 - 神戸駅間
- 山陽本線（JR神戸線）：神戸駅 - 上郡駅、兵庫駅 - 和田岬駅間
- 福知山線（JR宝塚線）：尼崎駅 - 新三田駅間
- JR東西線 ：全線
- 片町線（学研都市線）：全線
- おおさか東線：全線
- 関西本線（大和路線）：JR難波駅 - 亀山駅間
- 奈良線：全線
- 山陰本線（嵯峨野線）：京都駅 - 園部駅間
- 阪和線：全線
- 北陸本線：全線
- 湖西線：全線
- 赤穂線：相生駅 - 備前福河駅間
- 和歌山線：王寺駅 - 五条駅間
- 桜井線（万葉まほろば線）：全線
- 草津線：全線

### 加古川指令所
- 加古川線：全線

### 関西空港指令所
- 関西空港線：全線

### 姫路指令所
- 姫新線：姫路駅 - 東津山駅間

### 和歌山指令所
- 紀勢本線（きのくに線）：和歌山市駅 - 新宮駅間
- 和歌山線：五条駅 - 和歌山駅間

### 福知山指令所
- 山陰本線：園部駅 - 居組駅間
- 舞鶴線：全線
- 播但線：全線
- 福知山線（JR宝塚線）：新三田駅 - 福知山駅間

## 管理下としない運転取扱駅と入換駅

### 運転取扱駅
当所ではなく駅側で管理している停車場が該当する。
- 関西本線（大和路線）
  - 王寺駅
- 東海道本線（JR京都線）
  - 京都駅
- 東海道本線（琵琶湖線）
  - 米原駅
- 阪和線
  - 和歌山駅

### 入換駅
通常は当所の管理下だが、電車の入出区や電車・貨物の入換などの場合は駅側で制御する駅。
- 和歌山線
  - 五条駅
- 山陰本線（嵯峨野線）
  - 園部駅（駅扱いテコによる構内入換・連結誘導）
  - 嵯峨嵐山駅（嵯峨野観光鉄道のトロッコ列車入換時のみ）

運転取扱駅および入換駅に該当しない駅はすべて非運転駅となる。

## 歴史
- 1992年（平成4年）5月16日：新大阪総合指令所として開設[1]。
- 1993年（平成5年）7月1日：阪和線に「阪和線運行管理システム」を導入。
- 1997年（平成9年）3月8日：JR東西線開業。
- 2002年（平成14年）7月29日：東海道・山陽本線草津駅 - 西明石駅間で「JR京都・神戸線運行管理システム」を導入。
- 2004年（平成16年）6月：組織改正により、独立した組織となる。
- 2006年（平成18年）10月1日：北陸本線近江塩津駅 - 米原駅間、東海道本線米原駅 - 草津駅間、山陽本線の西明石駅 - 上郡駅間、赤穂線の相生駅 - 西浜駅（貨物）間で「JR京都・神戸線運行管理システム」を導入し、エリア拡大。
- 2007年（平成19年）11月：桜井線・和歌山線王寺駅 - 五条駅間に自動進路制御装置(SRC)を導入し、天王寺指令所から移転。
- 2008年（平成20年）3月15日：おおさか東線開業にあわせて「大阪環状・大和路線運行管理システム」を先行導入[2]。
- 2009年（平成21年）10月4日：大阪環状線・関西本線（加茂駅 - JR難波駅間）・桜島線で「大阪環状・大和路線運行管理システム」使用開始[2]。
- 2010年（平成22年）12月1日：本社直属の鉄道本部から近畿統括本部所属となり「大阪総合指令所」に変更[3]。
- 2011年（平成23年）3月8日：福知山線（尼崎駅 - 新三田駅間）・JR東西線・片町線に「JR宝塚・JR東西・学研都市線運行管理システム」を導入。
- 2016年（平成28年）6月1日：組織改正により、姫新線 （姫路駅 - 上月駅）管轄の姫路CTCセンターを編入、姫路指令所発足。
- 2022年（令和4年）10月1日：組織改正により、「近畿総合指令所」に変更。また、和歌山支社と福知山支社が近畿統括本部に編入され、和歌山指令所と福知山指令所が発足[4]。